# Roxas (Palawan)
Roxas (Bayan ng Roxas) är en kommun i Filippinerna. Kommunen tillhör provinsen Palawan och ligger på ön med samma namn. Folkmängden uppgår till 47 242 invånare.

## Barangayer
Roxas är indelat i 31 barangayer.
| - Abaroan - Antonino - Bagong Bayan - Caramay - Dumarao - Iraan - Jolo - Magara (Arasan) - Malcampo - Mendoza - Narra (Minara) | - New Barbacan (Retac) - New Cuyo - Barangay 1 (Pob.) - Rizal - Salvacion - San Isidro - San Jose - San Miguel - San Nicolas - Sandoval | - Tagumpay - Taradungan - Tinitian - Tumarbong - Barangay II (Pob.) - Barangay III (Pob.) - Barangay IV (Pob.) - Barangay V Pob. - Barangay VI Pob. - Nicanor Zabala |